# Даріо Марколін
Даріо Марколін (італ. Dario Marcolin, нар. 28 жовтня 1971, Брешія) — італійський футболіст, що грав на позиції півзахисника. По завершенні ігрової кар'єри — футбольний тренер.

## Клубна кар'єра
Народився 28 жовтня 1971 року в місті Брешія. Вихованець юнацьких команд футбольних клубів «Рігамонті» та «Кремонезе».
У дорослому футболі дебютував 1989 року виступами за команду клубу «Кремонезе», в якій провів три сезони, взявши участь у 60 матчах чемпіонату. 
1992 року уклав контракт з римським «Лаціо», в якому відразу стати гравцем основного складу не вдалося і з наступного року Марколін приєднався на умовах оренди до «Кальярі», а ще за рік, також як орендований гравець, до «Дженоа».
Своєю грою за ці клуби повернув увагу представників тренерського штабу клубу «Лаціо», до складу якого повернувся 1995 року. Цього разу відіграв за «біло-блакитних» наступні чотири сезони своєї ігрової кар'єри. У складі «Лаціо» виборов титул володаря Кубка Італії (двічі), ставав чемпіоном Італії, володарем Суперкубка Італії з футболу (двічі), володарем Кубка Кубків УЄФА, володарем Суперкубка УЄФА.
Частину 1999 року провів в оренді в англійському «Блекберн Роверз», а 2000 року на умовах повноцінного контракту став гравцем «Сампдорії». Протягом 2002—2004 років захищав кольори клубів «П'яченца» та «Наполі».
Завершив професійну ігрову кар'єру у нижчоліговому клубі «Палаццоло», за команду якого виступав протягом 2004—2005 років.

## Виступи за збірні
1989 року дебютував у складі юнацької збірної Італії, взяв участь у 10 іграх на юнацькому рівні.
Протягом 1992–1994 років  залучався до складу молодіжної збірної Італії. На молодіжному рівні зіграв у 22 офіційних матчах.
З 1992 по 1993 рік  захищав кольори олімпійської збірної Італії. У складі цієї команди провів 10 матчів. У складі збірної — учасник  футбольного турніру на Олімпійських іграх 1992 року у Барселоні.

## Кар'єра тренера
Розпочав тренерську кар'єру невдовзі по завершенні кар'єри гравця, 2006 року, увійшовши до тренерського штабу клубу «Брешія».
В подальшому очолював команду клубу «Монца», а також входив до тренерських штабів клубів «Інтернаціонале», «Катанія» та «Фіорентина».
З 2012 року очолював тренерський штаб «Модени». Згодом нетривалий час тренував «Падову», «Катанію» та «Авелліно».

## Титули і досягнення
- Чемпіон Італії (1):

«Лаціо»:  1999–00
- Володар Кубка Італії (2):

«Лаціо»:  1997–98, 1999–00
- Володар Суперкубка Італії з футболу (2):

«Лаціо»:  1998, 2000
- Володар Кубка Кубків УЄФА (1):

«Лаціо»:  1998–99
- Володар Суперкубка УЄФА (1):

«Лаціо»:  1999
- Чемпіон Європи (U-21): 1992, 1994